# Lennaert Nijgh
Lennaert Herman Nijgh (Haarlem, 29 januari 1945 – aldaar, 28 november 2002) was een Nederlandse tekstdichter. Nijgh maakte vooral naam als tekstdichter voor de zanger Boudewijn de Groot.

## Biografie
Nijgh was enig kind en groeide op in Heemstede en bezocht het Coornhert Lyceum in Haarlem, samen met zijn jeugdvriend Boudewijn de Groot. Na twee jaar verliet Nijgh het gymnasium, hij werd er volgens eigen zeggen afgegooid, om zijn opleiding aan het Kennemer Lyceum te Overveen voort te zetten. Hij bleef bevriend met De Groot. Vervolgens ging hij naar de Nederlandse Filmacademie, maar hij studeerde daar niet af.
De doorbraak van Nijgh begon toen platenmaatschappij Philips de single Een meisje van 16 uitbracht, een bewerking van Charles Aznavours ballade Une enfant (de seize ans), gezongen door Boudewijn de Groot. Hij kreeg daarbij raad van Ernst van Altena, die werk van Jacques Brel vertaalde en als een soort mentor functioneerde. In 1968 was er een tijdelijke breuk met De Groot, maar in 1973 kwam er weer intensieve samenwerking op gang.

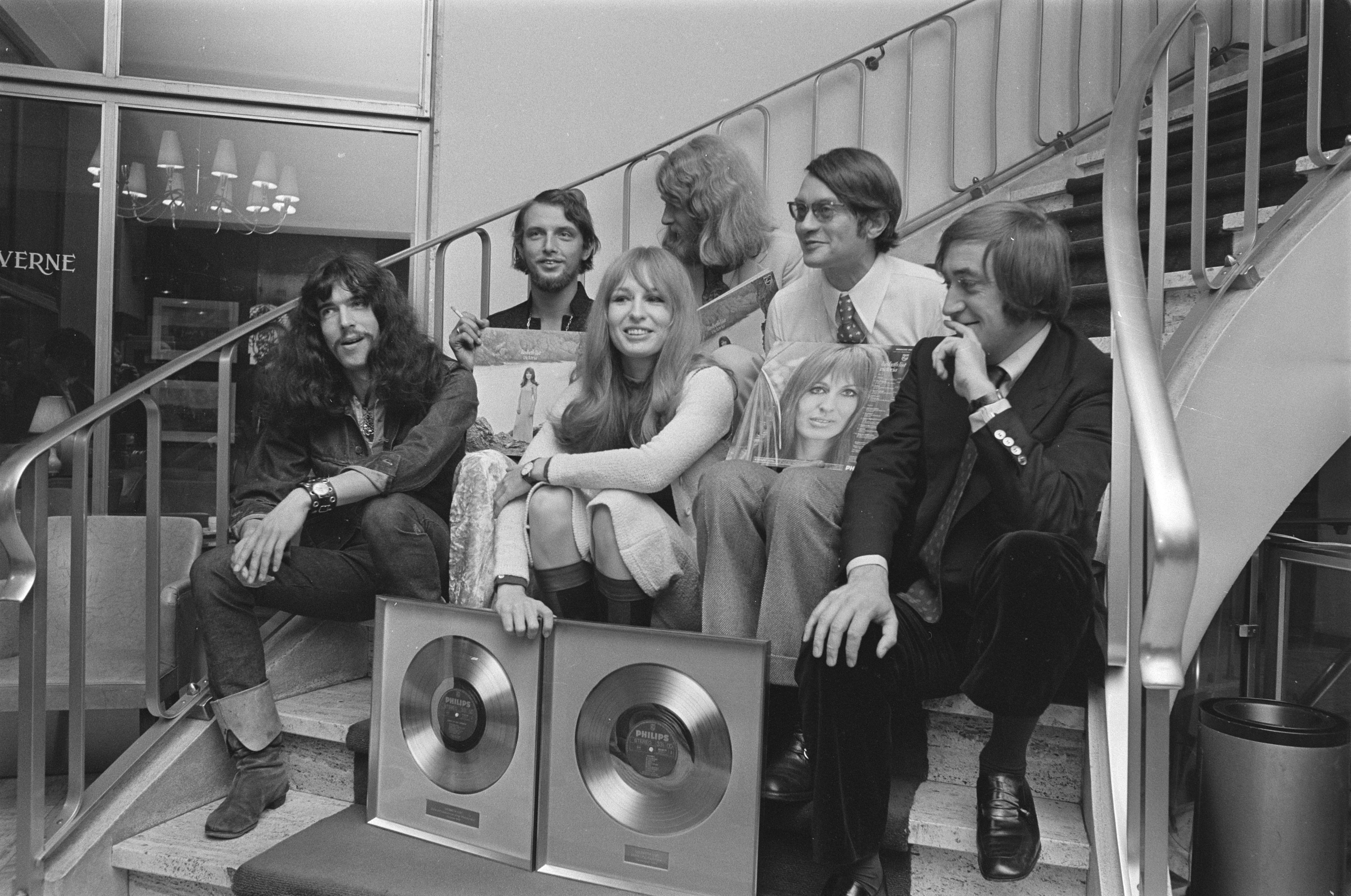
Liesbeth List ontvangt gouden lp's; v.l.n.r. Boudewijn de Groot, Lennaert Nijgh, Liesbeth List, Rick van der Linden, Remco Campert en Cees Nooteboom. (1970)

Nijgh trouwde drie keer, maar kreeg geen kinderen. Zijn eerste huwelijk was in 1969, met zangeres Astrid Nijgh (geboren De Backer). Ze scheidden in 1972, maar bleven wel samenwerken. Daarna trouwde hij nog tweemaal: in 1974 met Anja Bak en in 1981 met zangeres Josee Koning.
Nijgh bezat een schip genaamd De Jonge Jacob, dat hij in 1969 gekocht had van een Urker visser. Nijgh kwam tijdens zijn leven regelmatig op Urk. Hij voer met het schip onder andere jaarlijks naar Engeland.
De ouders van Nijgh overleden in 2000, waarna hij gedurende enige tijd melancholieke columns schreef.
Eind 2002 stierf Nijgh, na een kort ziekbed, op 57-jarige leeftijd aan een maagbloeding.

## Werk

### Typering van zijn werk
Nijgh werkte graag met oude vormen als de rederijkersballade, het refrein en het acrostichon. Nijgh koos voor zijn onderwerpen tijdloze thema's, zoals hoeren, liefde en vrede, maar schreef ook over de actualiteit, bijvoorbeeld naar aanleiding van de Vietnamoorlog. Ook culturele figuren uit heden en verleden werden gebruikt, zoals Jeroen Bosch, Vondel, Reve, Mozart, Freud, Jung, Hans Christian Andersen, Fellini, Frans Hals en Leonardo da Vinci. Zijn niet afgeronde gymnasiumopleiding kwam terug in het gebruik van onder andere Tacitus. Ook Bijbelse thema's gebruikte hij.

### Samenwerking met Boudewijn de Groot

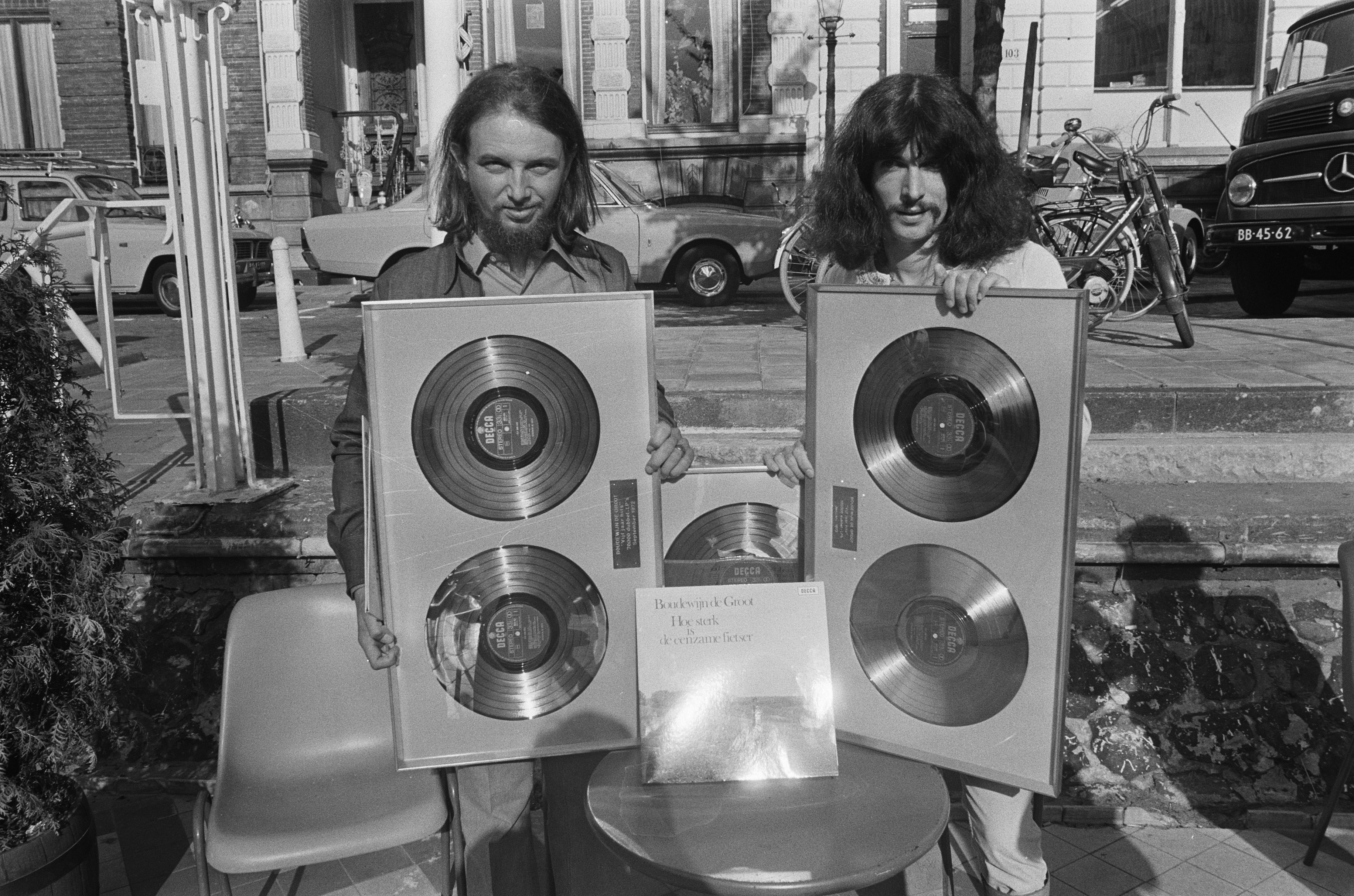
Nijgh en De Groot (1973)

De eerste samenwerking van Nijgh met De Groot was in een 8mm-filmpje dat Nijgh maakte en waarin De Groot twee liedjes zong. Nieuwslezer Ed Lautenslager was onder de indruk van die liedjes, zag een toekomst in Nijgh en De Groot als liedjesschrijvend duo en bracht hen in contact met platenmaatschappij Phonogram.
Dat De Groot in de jaren zestig kon uitgroeien tot protestzanger en troubadour van de flowerpower had hij mede te danken aan de teksten van Nijgh. Hun eerste hit was Een meisje van 16. De tweede, Welterusten mijnheer de president, vestigde de naam van De Groot als protestzanger.
De teksten die Nijgh schreef, ervoer De Groot eind jaren zestig als steeds minder bij zich passend. Voordat het in 1968 tot een breuk kwam, maakten ze nog grote hits als Het Land van Maas en Waal (met als B-kant Testament) en Prikkebeen. In 1973 werd de samenwerking hervat met de lp Hoe sterk is de eenzame fietser. Het album werd een groot succes.
Begin jaren negentig woonden Nijgh en De Groot enige tijd samen. De Groot trouwde in 1995 met Nijghs tweede echtgenote, Anja Bak. Nijgh schreef ook teksten voor Marcel de Groot, de zoon van Boudewijn.

### Samenwerking met andere artiesten
Nijgh heeft niet exclusief voor De Groot geschreven. Hij maakte liedteksten voor tal van Nederlandse artiesten, onder wie Astrid Nijgh (zijn eerste vrouw), Jenny Arean, Flairck, Jasperina de Jong, Liesbeth List en Ramses Shaffy, Elly Nieman, Rob de Nijs en Cobi Schreijer. Een kleine greep uit de bekendste liedjes: Malle Babbe, Jan Klaassen de trompetter, Dag zuster Ursula, Ik doe wat ik doe, Pastorale en Avond. Dat laatste nummer eindigde in 2005 verrassend als nummer 1 in de Top 2000 van Radio 2 en is sindsdien onafgebroken hoog in de lijst terug te vinden. Ook vertaalde Nijgh liedteksten van buitenlandse artiesten, zoals chansons van Charles Aznavour en Jacques Brel.

### Musicals
Nijgh schreef diverse musicals. Ter gelegenheid van het 700-jarig bestaan van Amsterdam in 1975 schreef Nijgh de tekst voor De engel van Amsterdam, een bewerking van het toneelstuk van Vondel, Gijsbrecht van Aemstel. In 1985 schreef hij de rock-opera Ik, Jan Cremer, die flopte. Nijgh vertaalde ook musicals zoals de Amerikaanse musical Salvation. Nijgh werkte mee aan de Annie M.G. Schmidt-productie Met Man En Muis.

## Ander schrijfwerk
Nijgh heeft bijna zijn hele leven geschreven, op periodes na waarin hij leed aan een schrijversblok. Hij schreef al columns in de schoolkrant van het Coornhert Lyceum. In de omgeving van Haarlem is hij ook bekend geworden door zijn columns in het Haarlems Dagblad. Hij schreef meerdere boeken (waaronder zijn roman Tobia) en draaide zijn hand niet om voor minder in het oog springend werk. Zo beschreef Nijgh drie jaar voor zijn dood onder de titel Met Open Mond de 150-jarige geschiedenis van Van der Pigge, een drogisterij in Haarlem waar het boek nog steeds te koop is.

## Onderscheidingen bij leven
- Gouden Harp 1970 van Stichting Conamus;[1][3]
- Literaire Cultuurprijs van de gemeente Hilversum 1974;[1]
- In 1999 werden Nijgh en De Groot benoemd tot ridder in de Orde van de Nederlandse Leeuw.

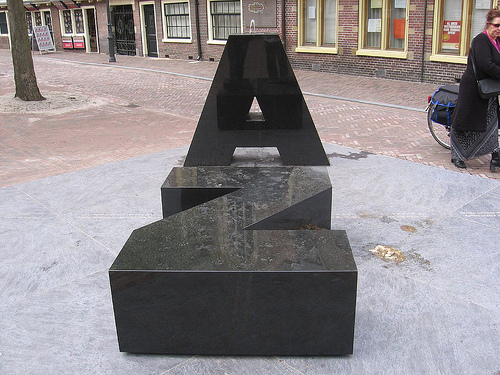
Sculptuur als ode aan Lennaert Nijgh

## Na zijn overlijden
Op de Oude Groenmarkt in Haarlem is in 2005 een monument voor Nijgh opgericht. Het marmeren beeld met de letters A en Z werd ontworpen door beeldhouwer Marinus Boezem. De begin- en eindletter van het alfabet symboliseren volgens Boezem het materiaal dat door schrijvers en dichters wordt gebruikt om hun creaties te maken.
In november 2007 verscheen op Nijghs vijfde sterfdag de biografie Testament, geschreven door Peter Voskuil.
In 2014 werd door de Buma de Lennaert Nijgh Award voor beste tekstdichter ingesteld.
In Haarlem is het Lennaert Nijghpad naar hem vernoemd.
De geschreven nalatenschap van Nijgh werd ondergebracht bij het Letterkundig Museum in Den Haag. Daar werden door zijn biograaf Peter Voskuil tussen agenda's en stukjes voor de schoolkrant meer dan vijftien onbekende, nog nooit ten gehore gebrachte teksten gevonden. De Groot wilde ze niet gebruiken. Nijgh's derde vrouw, zangeres Josee Koning, nam het initiatief om diverse componisten uit te nodigen muziek te schrijven bij deze niet eerder getoonzette teksten. Op haar uitnodiging schreven onder meer Frank Boeijen, Han Kooreneef, Herman van Veen en Peter Slager - allen winnaars van de Lennaert Nijgh Buma award voor beste tekstdichter - nieuwe muziek. Deze verschenen op de cd 'Verloren en Gevonden - Josee Koning zingt Lennaert Nijgh'.
Ook initieerde Koning een theatervoorstelling over leven en teksten van Lennaert Nijgh genaamd 'Tip van de sluier'. Deze ging in de schouwburg van Haarlem in première op 28 november 2017, Nijgh's sterfdag. Solisten in de voorstelling waren Josee Koning, Jim de Groot, Sjors van de Panne en Izaline Calister. De voorstelling reisde met bijna vijftig uitvoeringen langs de theaters.
In 2017 verscheen onder de titel 'Ga met me mee' ook het verzameld werk van Lennaert Nijgh.

## Muziek
- Het mooiste van Lennaert Nijgh (cd) Universal 9807466, 2003. Teksten van Nijgh gezongen door De Dijk, Liesbeth List, Ramses Shaffy, Rob de Nijs, Joost Nuissl, Cobi Schreijer, Boudewijn en Marcel de Groot, Herman van Veen, Astrid Nijgh en Stef Bos.
- Verloren en Gevonden - Josee Koning zingt Lennaert Nijgh (cd) JK 696682, 2018. Archiefteksten van Lennaert Nijgh met nieuwe muziek door Frank Boeijen, Herman van Veen, Han Kooreneef, Peter Slager. Bijdragen van Paskal Jakobsen, Han Kooreneef, Sjors van der Panne, Herman van Veen, Eric Vloeimans.
- Testament Lennaert Nijgh 75 jaar (cd) door Josee Koning & Jim de Groot, copyright@2022. CD bij de gelijknamige theatertournee. De voorstelling ging in première op 29 januari 2020, Nijgh's 75e geboortedag, maar moest vanwege corona voortijdig stoppen. In februari 2022 ging de tournee weer van start.

## Films
- Feestje Bouwen 1962
- De Aanslag 1963
- Illusie 1964
- Elsje in Wonderland 1966
- Vox Humama 1966
- Een Vreemde Vogel (1967) met Boudewijn de Groot, Martine Bijl, Jan Blokker en Ramses Shaffy.
- Lieve jongens 1980

### Vertalingen
- Vele liedteksten en diverse musicals.
- Mijn naam is Asjer Lev, boek van Chaim Potok, 1974

#### Postuum
- Nog even en ik zie de hemel weer (2003) — ISBN 9789038855172
- Katten Columns (2004)
- Kerstvertellingen (2004)

### Over Nijgh
- Margreet Pop (samenst.): Lennaert Nijgh verbeeld. Hommage aan een echte Haarlemmer. Haarlem 2005 — ISBN 90-9020188-2
- Peter Voskuil: Testament. Leven en werk van Lennaert Nijgh. Kats, 2007. (Biografie)[8] — ISBN 9789071359057

- Digitale Bibliotheek voor de Nederlandse Letteren: nijg001
- Gemeinsame Normdatei: 133994503
- International Standard Name Identifier: 0000 0000 7880 6144
- Library of Congress Control Number: nr93001296
- MusicBrainz: f90f45d7-cd63-4a25-af69-f7442e052189
- Nederlandse Thesaurus van Auteursnamen: 071470301
- Virtual International Authority File: 55352463
- WorldCat: E39PBJfcQWQPcQQDJY4D8vB773

Alles wat ademt · Avond · De nachtwacht · Élégie prénatale · Het Land van Maas en Waal · Ik doe wat ik doe · Jan Klaassen de trompetter · Liefde van later · Malle Babbe · Prikkebeen · Pastorale · Strand · Testament · Verdronken vlinder · Welterusten mijnheer de president